# Jaroslav Válka
Jaroslav Válka (* 24. března 1962) je český politik a podnikatel, v letech 2016 až 2020 byl zastupitelem Jihomoravského kraje, od roku 2014 zastupitel města Břeclav, člen ČSSD.

## Život
V roce 2010 se uvádí jako podnikatel - rybníkář a v letech 2014 - 2018 jako ředitel Domova seniorů.
Jaroslav Válka žije ve městě Břeclav.

## Politická kariéra
V komunálních volbách v roce 2010 kandidoval za ČSSD do Zastupitelstva města Břeclav, ale neuspěl. Zvolen byl až ve volbách v roce 2014, když byl lídrem kandidátky. V listopadu 2014 se navíc stal 1. místostarostou města. Také ve volbách v roce 2018 byl lídrem kandidátky ČSSD. Následně byl zvolen místostarostou města. Po rozpadu radniční koalice v lednu 2019 v této funkci skončil.
V krajských volbách v roce 2016 byl za ČSSD zvolen zastupitelem Jihomoravského kraje. Působil jako člen výboru pro dopravu a územní plánování, člen výboru kontrolního, člen výboru pro regionální rozvoj a člen výboru sociálně-zdravotního. Ve volbách v roce 2020 mandát obhajoval, ale neuspěl.
Ve volbách do Senátu PČR v roce 2018 kandidoval za ČSSD v obvodu č. 56 – Břeclav. Se ziskem 7,90 % hlasů skončil na 5. místě.